# アジズベク・ハイダロフ
アジズベク・ハイダロフ（Azizbek Haydarov、1985年7月8日 - ）は、ウズベキスタンの元サッカー選手。現役時代のポジションはMF。2007年には、U-22ウズベキスタン代表のキャプテンを務め、A代表にも招集された。視野の広さとパスの精度が持ち味の司令塔。